# Sheshonq II
Heqajeperra-Sheshonq, o Sheshonq II, fue el tercer faraón de la dinastía XXII de Egipto, gobernando cerca del 890 a. C. en el Tercer periodo intermedio de Egipto.
Manetón comenta, según la versión de Julio Africano, que otros tres reyes siguieron a Osorton (Osorkon I), reinando estos 25 años, pero Eusebio de Cesarea no le cita.
Se le enterró en la antecámara de la tumba de Psusenes I, en Tanis, y fue el único faraón de esta dinastía cuya tumba no fue saqueada. Su sepultura fue descubierta por Pierre Montet en 1939, y en su interior se encontraron gran cantidad de joyas: máscara funeraria en oro, sarcófago de plata con cabeza de halcón, amuletos, y otros objetos preciosos, entre ellos un sello mesopotámico del periodo acadio.

## La identidad del faraón
Tradicionalmente se ha considerado que era hijo de Osorkon I y Maatkara, identificándole con Shoshenq C, que se casó con Nesitanebetashru, de la que tuvo un hijo: Horsiese I, rey de Tebas de 870 a 860 a. C y ejerció como Sumo sacerdote de Amón en Tebas desde el año 924 al 890 a. C.; luego fue corregente con su padre en 890 a. C. y por tanto su residencia estaba en Bubastis. Fallecíó antes que su padre, que muere a su vez unos meses más tarde.
Hay una pequeña posibilidad de que Shoshenq II fuera el hijo de Shoshenq I. Dos pulseras del faraón Shoshenq I se encontraron en la tumba de Shoshenq II, y un pectoral tiene inscrito el título gran jefe de los ma Shoshenq, una dignidad que Shoshenq I empleó en tiempos de Psusenes II, antes de que él alcanzara el trono.
De estos objetos se pueden interpretar tanto una relación filial como una mera herencia.
Hay un alto grado de incertidumbre académica con respecto a la familia de este rey: algunos eruditos afirman hoy que Shoshenq II era realmente el hijo más joven de Shoshenq I (que sobrevivió a Osorkon I y a Takelot I) debido al descubrimiento de los artículos ya mencionados que nombraban al fundador de la vigésimo segunda dinastía. Como el egiptólogo alemán Karl Jansen-Winkeln observa en su reciente (2005) obra sobre cronología egipcia: "la identificación comúnmente asumida de este rey como hijo de Osorkon I no aparece ser muy probable." El examen forense del cuerpo de Shoshenq II realizado por el Dr. Douglas Derry, jefe del departamento de anatomía del museo de El Cairo, revela que tenía unos 50 años cuando murió. Por lo tanto, Shoshenq II podría fácilmente haber sobrevivido a los 35 años del reinado de Osorkon I fácilmente sobrevivido y gobernar Egipto durante un breve periodo antes que Takelot I alcanzase el poder. Por otra parte, Manetón indica explícitamente que hubo "3 reyes" entre Osorkon I y Takelot I. Desafortunadamente, los datos de estos tres reyes no pueden ser actualmente verificados debido a la falta de evidencia para este período y a la brevedad de sus reinados.
Otras evidencias indican que Shoshenq II reinó una o dos gerneraciones después de Osorkon I y pueden fecharlo en el breve intervalo entre Takelot I y Osorkon I en Tanis. en este caso, los objetos que nombran a Shoshenq I en la tumba de este rey sería simplemente herencias, en lugar de la prueba de una relación filial real entre los dos Shoshenq, I y II. Esta última interpretación es la dada por Jürgen von Beckerath en su libro Chronologie des Pharaonischen Ägypten, en el que afirma que Shoshenq II era realmente un hermano mayor de Takelot I. Esta idea también es aceptada por Norbert Dautzenberg. Von Beckerath, sin embargo, fecha el reinado de Shoshenq II entre los de Takelot I y Osorkon II en Tanis.
Kenneth Kitchen, mantiene que Shoshenq II era el sumo sacerdote de Amón Shoshenq C, hijo de Osorkon I y la reina Maatkare, que fue designado como corregente al trono antes de la muerte de su padre. Kitchen sugiere que tal corregencia está reflejada en los vendajes de la momia de Nakhtefmut, que contiene las fechas "año 3 [espacio en blanco]" y "año 33 segundo Heb Sed". La fecha mencionada "año 33" se refiere con seguridad a Osorkon I puesto que Nakhtefmut llevaba un anillo con el nombre de Nesut-Bity. Kitchen deduce de esta evidencia que el año 33 de Osorkon I es equivalente al año 3 de Shoshenq II, y que el último era Shoshenq C.
Lamentablemente, esta corregencia entre Osorkon y Sheshonq es incierta, porque no hay pruebas claras de que las vendas con año 3 y año 33 del cuerpo de Naktefmut se hicieran al mismo tiempo, ya que estas dos fechas no fueron escritas en la misma pieza de lino. Era corriente que las vendas fuesen tejidas y utilizadas a lo largo de un período de varios años.

## Reinado independiente
Es significativo que la tumba intacta de Sheshonq II no contenga un solo objeto o reliquia con el nombre de Osorkon I, algo poco probable si éste hubiera enterrado a su propio hijo. Kitchen indica que entre los objetos figuran un pectoral que fue originalmente hecho para el gran jefe de los ma Shoshenq y un par de brazaletes de Sheshonq I como rey, pero no objetos más tardíos: esto parece improbable si Sheshonq II fuese Sheshonq C, el hijo de Osorkon I que murió y fue enterrado por su propio padre. Otros faraones de las dinastías XXI y XXII, tales como Amenemope y Takelot I, guardan objetos que mencionan el nombre de los padres en sus propias tumbas. Esto sugiere que Heqajeperra-Sheshonq no era un hijo de Osorkon I. Karl Jansen-Winkeln escribe en el libro más reciente sobre la cronología de Egipto que:

Como los individuos enterrados en las tumbas reales de Tanis llevaban a menudo objetos pertenecientes a sus padres, este rey (Sheshonq II) es probablemente un hijo de Sheshonq I.

Dado que entre los objetos funerarios de este faraón le dan únicamente el nombre de Heqajeperra, es más probable que sea un verdadero rey de la XXII dinastía y no solo un corregente menor. Jürgen von Beckerath adopta esta interpretación de las pruebas y asigna a Sheshonq II un reinado independiente de dos años en Tanis. En la más reciente publicación académica sobre la cronología de Egipto, los egiptólogos Rolf Krauss y David Alan Warburton también atribuyen a Sheshonq II un reinado independiente de entre 1 a 2 años entre Takelot I y Osorkon II. El uso exclusivo de plata de ley para la creación del ataúd es un poderoso símbolo de su poder, porque en Egipto la plata fue más preciosa que el oro, ya que debía ser importada de Asia.

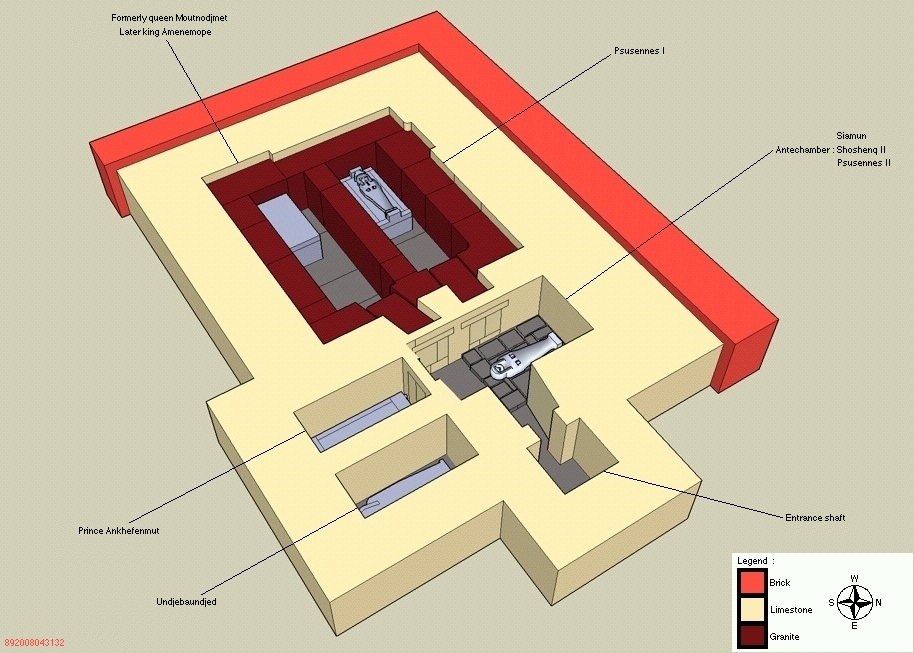
Tumba NRT III de Psusenes I. El sarcófago de Sheshonq II se halló en la antecámara (a la derecha de la imagen).

## Su sepultura
El examen médico de la momia de Sheshonq II realizado por el Dr. Derry revela que el rey murió como consecuencia de una infección séptica masiva por una herida en la cabeza.
Los científicos han encontrado pruebas, por ciertas plantas encontradas en la base del ataúd, que sugieren que la tumba originaria de Sheshonq II se había anegado, y de ahí la urgente necesidad de enterrarlo con su ajuar en la tumba de Psusenes I. Como Aidan Dodson escribe:

Es muy claro que la presencia de Sheshonq II dentro de NRT III (tumba de Psusenes I) fue el resultado de un traslado. Aparte de la presencia de vasijas del rey mezcladas con otras ajenas, el hecho de que el ataúd de plata tenga desperfectos indica un traslado en la antigüedad.

## Titulatura
| Titulatura | Jeroglífico | Transliteración (transcripción) - traducción - (referencias) |

| N5 | S38 | L1 | N5 | U21 · n |

| N5 | S38 | L1 | N5 | U21 · n |

| N5 | S38 | L1 | N5 | U21 · n |

| N5 | S38 | L1 | N5 | U21 · n |

| N5 | S38 | L1 | N5 | U21 · n |

| N5 | S38 | L1 | N5 | U21 · n |

| N5 | S38 | L1 | N5 | U21 · n |

| N5 | S38 | L1 | N5 | U21 · n |

| N5 | S38 | L1 | N5 | U21 · n |

| N5 | S38 | L1 | N5 | U21 · n |

| N5 | S38 | L1 | N5 | U21 · n |

| N5 | S38 | L1 | N5 | U21 · n |

| N5 | S38 | L1 | N5 | U21 · n |

| N5 | S38 | L1 | N5 | U21 · n |

| N5 | S38 | L1 | N5 | U21 · n |

| N5 | S38 | L1 | N5 | U21 · n |

| M17 | Y5 · N35 · N36 | M8 | M8 |

| M17 | Y5 · N35 · N36 | M8 | M8 |

| M17 | Y5 · N35 · N36 | M8 | M8 |

| M17 | Y5 · N35 · N36 | M8 | M8 |

| M17 | Y5 · N35 · N36 | M8 | M8 |

| M17 | Y5 · N35 · N36 | M8 | M8 |

| M17 | Y5 · N35 · N36 | M8 | M8 |

| M17 | Y5 · N35 · N36 | M8 | M8 |

| M17 | Y5 · N35 · N36 | M8 | M8 |

| M17 | Y5 · N35 · N36 | M8 | M8 |

| M17 | Y5 · N35 · N36 | M8 | M8 |

| M17 | Y5 · N35 · N36 | M8 | M8 |

| M17 | Y5 · N35 · N36 | M8 | M8 |

| M17 | Y5 · N35 · N36 | M8 | M8 |

| M17 | Y5 · N35 · N36 | M8 | M8 |

| M17 | Y5 · N35 · N36 | M8 | M8 |

| R8 | U36 | D1 · Q3 · N35 | M17 | Y5 · N35 | N5 · Z1 | i | mn · n | M8 · M8 | n · N29 |

| R8 | U36 | D1 · Q3 · N35 | M17 | Y5 · N35 | N5 · Z1 | i | mn · n | M8 · M8 | n · N29 |